# L'Extase de sainte Cécile
L'Extase de sainte Cécile, ou Sainte Cécile parmi les saints Paul, Jean l'Évangéliste, Augustin et Madeleine, est une peinture de Raphaël (238 × 150 cm), réalisée au cours de la période  1514-1516, conservée à la Pinacothèque Nationale de Bologne.

## Histoire
L'œuvre a été commissionnée par Elena Duglioli dall'Olio, une noble bolonaise, avec le concours du cardinal Lorenzo Pucci en 1513,, pour une chapelle de l'église San Giovanni in Monte de Bologne. 
Le tableau a été ensuite emmené à Paris pendant la première Campagne d'Italie de Bonaparte qui déclare, le 3 Messidor an 4 : «... Le citoyen Barthélemy s'occupe à choisir les tableaux de Bologne ; il compte en prendre une cinquantaine, parmi lesquels se trouve la Sainte-Cécile, qu'on dit être le chef-d’œuvre de Michel-Ange... ».

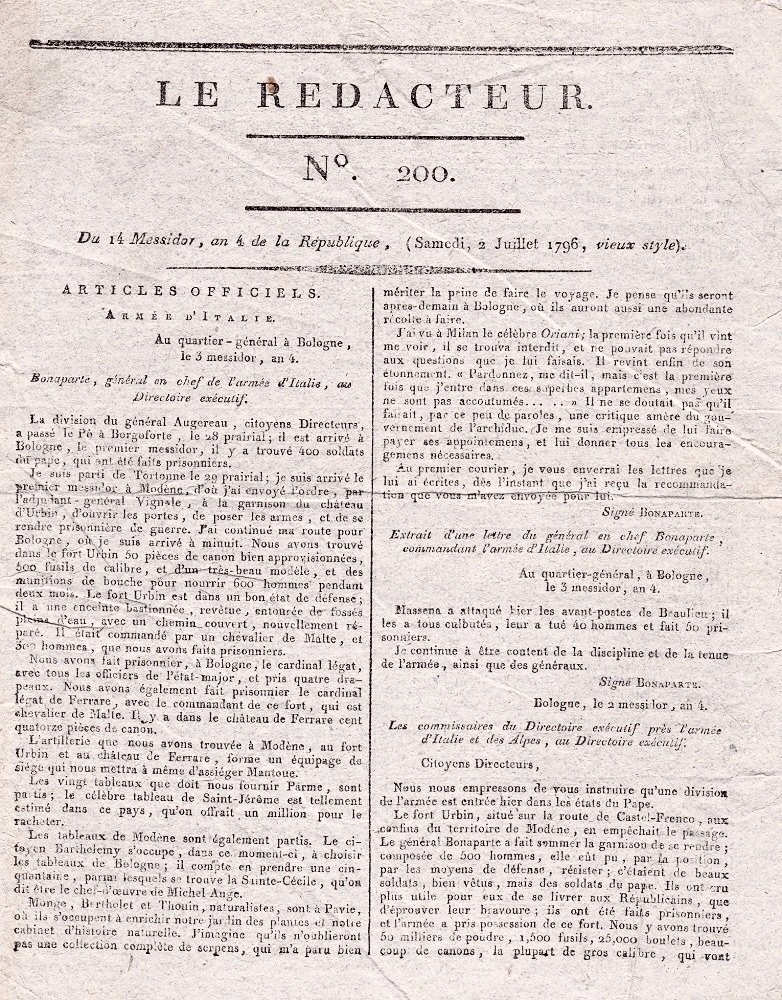
Une du journal Le Rédacteur du 2 juillet 1796 qui parle du tableau de la Sainte-Cécile

En 1815, la peinture fut rendue et, après restauration, conservée à la Pinacothèque nationale de Bologne.
La restauration récente de cette peinture, endommagée par les divers repeints et retouches effectués au cours des années, a montré la subtilité et le brio du "colorito" qui contribue à la qualité de "vie" de cette toile, immédiatement très admirée et considérée comme un chef-d'œuvre par ses contemporains.

## Thème
Sainte Cécile, sainte chrétienne et martyre pour avoir converti de nombreuses personnes, dont son mari Valérien, entendit une musique céleste au moment de sa mort, ce qui provoqua son extase. Pour cette raison elle est la patronne des musiciens, des luthiers et des autres fabricants d'instruments de musique. On la représente donc avec un instrument de musique, mais aussi avec une couronne de fleurs, un plant de lys et une épée.

## Description
La peinture représente trois plans picturaux sans lignes de fuite :
Un groupe de personnages saints avec  Sainte Cécile au centre, entourée de saint Jean et  saint Paul, à gauche, de saint Augustin et Marie-Madeleine à droite. Ils  sont tous représentés avec les attributs qui les caractérisent. Immédiatement à sa droite, Jean l'apôtre a un aigle dans les plis de ses habits. À côté de lui, Paul de Tarse s'appuie sur l'épée avec laquelle il était identifié dans l'art médiéval Augustin tient sa crosse épiscopale et Marie-Madeleine détient le pot d'albâtre par lequel elle est le plus souvent identifiée.
Dans le fond, seuls quelques détails rendent visibles l'horizon terrestre, entre les têtes des saints toutes placées sur une même ligne. Un chœur céleste remplit le haut du tableau, déchirant les nuées.
L'orgue de Cécile figure l'instrument par lequel Cécile traduisait la musique intérieure et spirituelle dont elle avait la révélation divine. Il est placé au-dessus des instruments brisés ou usagés qui sont éparpillés sur le sol comme des symboles de la musique profane et terrestre (un tambourin, des cymbales, un triangle, des violes, une flûte...). La sainte est saisie au moment de l'extase : délaissant son instrument, elle atteint "le faîte de la contemplation" (Marcile Ficin) où lui sont révélées les harmonies supérieures de la musique céleste, figurées au sommet de l'image par le chœur des anges dont le concert vocal n'a plus besoin de la médiation instrumentale.

## Analyse
Ce tableau semble sans perspective (à point de fuite) : les masses de la composition se distinguent malgré tout en : amoncellement d'objets au premier plan, groupe des personnages au centre, ciel et divinités célestes en fond et en haut.
Les personnages se distinguent dans le groupe par leurs couleurs : Paul en rouge et vert complémentaires, Marie-Madeleine en clair (et qui nous fixe de son regard), Cécile et Augustin en jaune ombré de bleu sombre.  ils sont néanmoins égaux  dans leur degré de sainteté, placés en isocéphalité, principe pictural alignant leurs têtes sur une même ligne horizontale.
Sur l'horizon du paysage entrevu, marqué par l'échange de regards entre Jean et Augustin, trois lignes de force se révèlent par les verticales de l'épée de Paul et de la crosse d'Augustin. S'y oppose, en dégageant les espaces terrestre et céleste, une diagonale partant du regard de Paul, suivant  son bras, parcourant les tubes de l'orgue de Cécile, pour finir sur la jambe et le mollet de Marie-Madeleine. 
Sainte Cécile est placée rigoureusement sur l'axe central du tableau (ligne qui relie œil droit, nœud de sa ceinture, main droite, pied gauche). Mais la figure échappe à la géométrie par l'inflexion qui la parcourt, et par l'asymétrie systématique de ses ornements. Elle porte un bijou (dont la luxueuse monture est reprise au Pérugin) et deux pendentifs de forme différente. Sa belle chevelure blonde (modèle Bindo Aldoviti) est séductrice. La fossette de son cou, au point central, a été vue comme l'endroit où passera l'épée du bourreau (par Andrea Emiliani). 
Chacun des quatre saints a une expression en accord avec son âge, son tempérament et son thème spirituel. Saint Paul, mélancolique, ignore la vision, et regarde au sol les instruments de musique ; la pointe de son épée s'appuie sur le triangle (Cymbalum) qui est au sol, ce qui fait écho au texte de l'épitre de Saint Paul aux Corinthiens (13, 1) : "Quand je parlerais les langues des hommes et des anges, si je n'ai pas la charité, je suis comme un airain qui résonne ou un cymbalum qui tinte". D'après Vasari, Madeleine, "dans un pose infiniment gracieuse, (...), semble toute heureuse de sa conversion". 
L'orgue est injouable : les tuyaux sont montés à l'envers, et il lui manque son système de soufflet. Cette "indifférence technologique" surprenante a été attribuée au fait que l'orgue portatif, instrument courant de la fin du Moyen Âge et du début de la Renaissance, était passé de mode à l'époque de Raphaël, et ne sera guère repris, si ce n'est dans les images qui font référence à ce tableau. Le peintre l'a monté à l'envers et ne lui a pas donné de soufflet pour que sa ligne et sa configuration s'intègrent plus souplement  à la subtile composition de l'ensemble : ce qui compte, c'est la composition d'ensemble et non plus la précision du détail. 
L'amoncellement des instruments de musique, dont personne ne joue, posés par terre, muets, rejoints bientôt par les tuyaux de l'orgue de Cécile, symbolise la musica instrumentalis, inférieure à  la musica humana des personnages terrestres, couronnée par la sublime harmonie des sphères célestes, la musica mundana, absolu de la musique.
L'analyse iconographique moderne a montré que Raphaël avait rigoureusement organisé l'ascension musicale en fonction de la théorie néo-platonicienne de la musique dans son rapport avec l'âme humaine. Mais les contemporains de Raphaël n'y ont pas vu cette théorie ; ils ont surtout admiré ce tableau pour son caractère "vivant". 
Giorgio Vasari attribue la représentation des instruments musicaux aux pieds de la sainte à Giovanni da Udine, un collaborateur de Raphaël (qui fit les premières natures mortes, les cose naturali suivant la définition de Vasari, et qui excellait dans la représentation d'objets divers et grotesques). Il raconte également que Francesco Francia, artiste le plus réputé à Bologne, reçut un jour de Raphaël un paquet contenant ce tableau qu'il avait achevé à Rome, accompagné d'une lettre lui demandant de veiller à son installation dans la chapelle San Giovanni in Monte. Francia aurait été tellement stupéfait par la beauté de ce tableau, car il n'avait encore jamais vu d’œuvre de Raphaël, que le sentiment de sa propre infériorité aurait contribué à sa mort rapide. 
En 1880, le poète romantique anglais Percy Shelley décrivait la peinture en ces termes :

« La figure centrale, sainte Cécile, semble devant cette inspiration comme l'esprit du peintre devant le tableau ; ses yeux profonds, sombres, éloquents, levés vers le ciel ; ses cheveux marron liés sur son front elle tient un instrument de musique dans ses mains — son apparence témoigne d'un apaisement par la force de sa passion et le ravissement ; elle est pénétrée entièrement par la lumière chaude et rayonnante de vie. Elle écoute la musique du ciel et, comme j'imagine, a simplement cessé de chanter, d'après l'attitude envers elle des quatre personnages qui l'entourent ; particulièrement saint Jean, qui par geste passionné la regarde avec une émotion profonde. À ses pieds se trouvent divers instruments de musique, brisés et désaccordés »

— Percy Shelley, Letters from Italy; quoted in Singleton (1899), p. 288

## Sources
- Giorgio Vasari (trad. Léopold Leclanché), Vies des peintres, sculpteurs et architectes, Just Tessier, 1841 (lire sur Wikisource), « Francesco Francia, orfèvre et peintre bolonais »
- Livre RAPHAËL de Christof Thoenes

- (en) Cet article est partiellement ou en totalité issu de l’article de Wikipédia en anglais intitulé « The Ecstasy of St. Cecilia (Raphael) » (voir la liste des auteurs).
- Daniel Arasse, Le Détail, pour une histoire rapprochée de la peinture, Flammarion 1992, rééd. 2014 (page 171-177)
- L'estasi di Santa Cecilia di Rafaello da Urbino della Pinacoteca Nazionale di Bologna, catalogue de l'exposition, Bologne, Alfa, 1983
- Daniel Arasse, "Extases et visions béatifiques à l'apogée de la Renaissance : quatre images de Raphaël", dans Mélanges de l'école française de Rome, Moyen Âge et Temps Modernes, 84, 1972, p. 418-440